# Contern
Contern (luxemburgisch Conterⓘ) ist eine Gemeinde im Großherzogtum Luxemburg und gehört zum Kanton Luxemburg.

## Zusammensetzung der Gemeinde
Die Gemeinde Contern besteht aus den Ortschaften:
- Contern
- Medingen
- Mutfort
- Oetringen

## Geschichte
In einer Charta des Jahres 879 ist der Name Contern erstmals zu finden. Die erste offizielle Erwähnung von Contern ist in einer Bulle des geehrten Papstes Honorius II. aus dem Jahr 1128 enthalten. Die Geschichte von Contern (der Name ist keltischen Ursprungs) reicht jedoch sicher bis in vorrömische Zeit zurück. Im Gegensatz zu den keltischen Resten enthüllen die Überreste römischen Ursprungs die Bedeutung, die Contern während dieser Periode hatte. So hat man die Reste eines römischen Tempels und mehrere Villen sowie einer Wasserleitung wiedergefunden, die durch das derzeitige Zentrum des Dorfes ging.
Das Contern des Mittelalters ist vom Einfluss der Ritterschaft und des Christentums geprägt. Ab dem Ende des 13. Jahrhunderts war es eine Kirchengemeinde und besaß ein Schloss. Heute zeugt lediglich noch die Kirche von dieser Periode.
Als einfache ländliche Gemeinde erfasst die Gemeinde von Contern seit dem Jahr 1945 die Dörfer von Contern, Mutfort, Medingen und Oetringen.

## Verschiedenes
Das kulturelle Leben der Einwohner der Gemeinde von Contern hat gute, über die Gemeinde hinaus bekannte Traditionen, wie zum Beispiel das Festival de la BD.
Die Gemeinde von Contern hat sehr gute und erfolgreiche Vereine hervorgebracht, wie der Radsportverein ACC Contern, für den momentan die luxemburgischen Profi-Radsportler Andy Schleck, Fränk Schleck und Jempy Drucker fahren. Zu den einstigen Fahrern gehören auch zahlreiche ehemalige Profi-Radsportler, wie u. a. auch Kim Andersen (1978–1989), Kim Kirchen (1992–1997, 2001–2010) und Bjarne Riis (1985–1988).
Der lokale Basketballverein AB Contern, gegründet 1956, wurde schon mehrmals luxemburgischer Meister, die Herrenmannschaft zuletzt 2009, die Frauenmannschaft 2004.

## Persönlichkeiten
- Marco Thewes (1931–2012), Radrennfahrer